# Dia de São Tomé

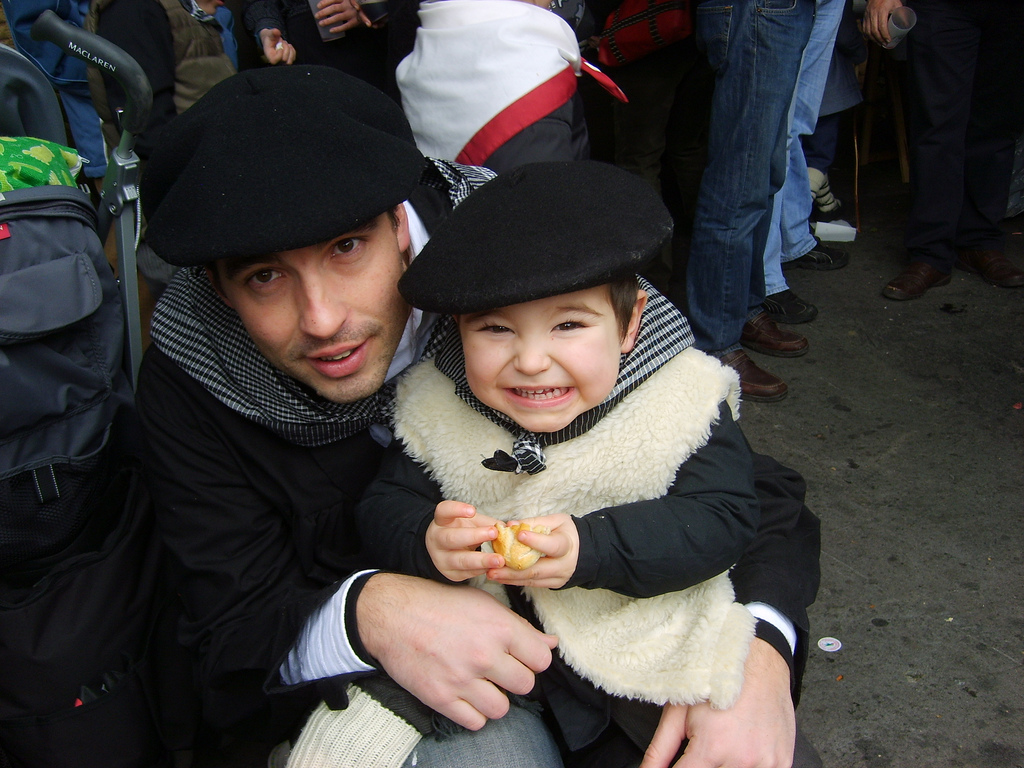
Uma das tradições do Dia de São Tomé é as pessoas vestirem-se de camponeses com trajes tradicionais bascos.

O Dia de São Tomé (em castelhano: Día de Santo Tomás; em basco: San Tomas jaia), celebrado a 21 de dezembro, é uma das festas mais importantes em várias cidades do País Basco espanhol, nomeadamente São Sebastião, Bilbau, Mondragón e Azpeitia. A origem da festa é provavelmente a celebração dum mercado popular que coincidia com o dia de pagamento de rendas, apesar do seu nome religioso.[carece de fontes?]

## Em Bilbau
O mercado de São Tomé decorre na Plaza del Arenal e na Plaza Nueva. Em 2010 acorreram à festa cerca de 125 000 pessoas.

## Em Mondragón
A Feira de São Tomé, ou Santamas´s ou Santamasak, de Mondragón é a festa mais antiga dedicada ao santo no País Basco. Existem registos escritos da sua celebração desde 1351, sendo referida no privilégio outorgado pelo rei Pedro I de Castela. Tem início no dia 21 e termina no dia 24, sendo o dia mais importante o 22 de dezembro.[carece de fontes?]
Primeiro dia (21)
No primeiro dia começa com o lançamento de foguetes do consistório municipal (sede do ayuntamiento), seguindo-se o início do concurso de montras que premeia os estabelecimentos comerciais que melhor representam o espírito de natalício. Outro protagonista desse dia é a Comparsa de Gigantes e Cabeçudos de Mondragón, que percorre as ruas à tarde, pouco antes da apresentação na Herriko Plaza do porco que que será sorteado no dia seguinte porco. Da mesma praça sai, ao cair da noite, o "touro de fogo".
Segundo dia (22)
O dia grande da feira mondragonesa é o 22 de de dezembro. O dia começa manhã cedo com o lançamento de foguets e a diana (toque de alvorada) de txistularis (tocadores de txistu, uma flauta tradicional basca). Pouco depois vão-se instalando a feira de gado (na Praça Laubide), a exposição de aves (na Avenida de Viteri), a exposição e concurso de verduras (Praça Serber Altube), e exposição de trabalhos artesanais (na Praça Jokin Zaitegi). Na Herriko Plaza decorre uma feira de gastronomia popular, onde se podem degustar diversas iguarias regionais, nomeadamente talos (semelhantes à tortilla mexicana), chistorras (linguiça) e sidra, tanto local como do município alavês vizinho de  Aramayona.
Outra atividade popular durante os Santamasak são os desportos populares bascos, sendo usual a presença nas festas de aizkolaris', harrijasotzailes e pelotaris de renome. As danças e folclore bascos também estão bem representados nas festas. Pelas ruas de Mondragón desfilam todos os anos os joaldun (ou zanpantzar) de Ituren que com os seus chocalhos e rabos de cavalo espantam a maioria dos espíritos. Há também danças populares como a Txerri Dantza ("baile do porco"), e o Baile de la Era, a dança navarra de Estella. A gastronomia popular é outra das grandes atrações da festa.
Terceiro e quarto dia (23 e 24)
As festas prosseguem por mais dois dias, com concertos em Amaia Antzokia no dia 23, e são encerradas no dia 24 com a visita das figuras populares de Txoronpio e Txoronpia, que percorrem toda a povoação para recolher as cartas que as crianças escreveram ao Olentzero (outra figura do foclore mitológico basco).[carece de fontes?] Este último percorre Mondragón ao fim da tarde é despedido na Herriko Plaza com danças tradicionais Mutil dantza e Herri dantza.

## Em São Sebastião
A festa comemora-se desde meados do século xix, quando a maior parte dos terrenos eram cultivados por arrendatários que transmitiam a sua situação jurídica de pais para filhos. O pagamento das rendas costumava fazer-se no dia de São Martinho (11 de novembro), mas era frequente atrasar-se até oa dia de São Tomé. Nessas datas, os baserritarras (caseiros dos baserri ou caseríos) que iam à cidade pagar as rendas aproveitavam para adquirir mercadorias que não estavam disponíveis nas aldeias e venderem os seus próprios produtos, surgindo assim a Feira de São Tomé, que inicialnente se realizava na Praça da Constituição.
Com o tempo, o costume evoluiu até se transformar numa tradição, e hoje é uma feira o campo que tem tanto de exposição como de venda e concurso de produtos. Uma das tradições é o sorteio com rifas de um grande porco vivo, que se exibe durante todo o dia no recinto da feira. Além da feira rural "santomasina", há o costume das sandes de chistorra.
No dia 21 de dezembro prolifera na parte antiga de São Sebastião as pequenas bancas de rua que vendem sanduíches de talo com chistorra. Os inúmeros bares daquela zona da cidade também oferecem esse produto à sua clientela. Toda a parte velha de São Sebastião cheira a chistorra frita e talo nesse dia. O costume parece estar ligado às necessidades de alimentação dos caseiros durante esse dia de feira. As bancas estão colocadas em lugares como a Praça Gipuzkoa ou a Praça da Constituição e costumam ser atendidas por organização ou grupos de estudantes.
O costume de comer a chistorra com talo em vez de pão branco começou a arreigar-se durante os últimos anos do franquismo, alegadamente por ser mais fiel à tradição.